# Bezborodkove, Solone
Bezborodkove (în ucraineană Безбородькове) este un sat în comuna Pîsmeceve din raionul Solone, regiunea Dnipropetrovsk, Ucraina.

## Demografie
Componența lingvistică a localității Bezborodkove
     Ucraineană (94,03%)
     Rusă (4,53%)
     Română (1,19%)
     Alte limbi (0,24%)
Conform recensământului din 2001, majoritatea populației localității Bezborodkove era vorbitoare de ucraineană (94,03%), existând în minoritate și vorbitori de rusă (4,53%) și română (1,19%).